# Gran Premio de Alemania de Motociclismo de 1997
El Gran Premio de Alemania de Motociclismo de 1997 fue la novena prueba del Campeonato del Mundo de Motociclismo de 1997. Tuvo lugar en el fin de semana del 18 al 20 de julio de 1997 en Nürburgring, situado en Nürburg, Renania-Palatinado, Alemania. La carrera de 500cc fue ganada por Mick Doohan, seguido de Tadayuki Okada y Takuma Aoki. Tetsuya Harada ganó la prueba de 250cc, por delante de Olivier Jacque y Ralf Waldmann. La carrera de 125cc fue ganada por Valentino Rossi, Yoshiaki Katoh fue segundo y Manfred Geissler tercero.

## Resultados 500cc
| Pos. | N.º | Piloto              | Constructor | Vueltas | Tiempo/Retirado | Grilla | Puntos |
| ---- | --- | ------------------- | ----------- | ------- | --------------- | ------ | ------ |
| 1    | 1   | Mick Doohan         | Honda       | 27      | 44:55.117       | 1      | 25     |
| 2    | 7   | Tadayuki Okada      | Honda       | 27      | +5.690          | 3      | 20     |
| 3    | 24  | Takuma Aoki         | Honda       | 27      | +24.873         | 6      | 16     |
| 4    | 18  | Nobuatsu Aoki       | Honda       | 27      | +25.157         | 9      | 13     |
| 5    | 19  | Doriano Romboni     | Aprilia     | 27      | +35.884         | 7      | 11     |
| 6    | 4   | Alex Barros         | Honda       | 27      | +38.907         | 8      | 10     |
| 7    | 20  | Sete Gibernau       | Yamaha      | 27      | +39.541         | 14     | 9      |
| 8    | 14  | Juan Borja          | ELF 500     | 27      | +52.475         | 12     | 8      |
| 9    | 23  | Anthony Gobert      | Suzuki      | 27      | +55.283         | 15     | 7      |
| 10   | 9   | Alberto Puig        | Honda       | 27      | +55.436         | 18     | 6      |
| 11   | 21  | Jurgen vd Goorbergh | Honda       | 27      | +55.794         | 11     | 5      |
| 12   | 6   | Daryl Beattie       | Suzuki      | 27      | +1:02.772       | 10     | 4      |
| 13   | 16  | Jürgen Fuchs        | ELF 500     | 27      | +1:17.345       | 13     | 3      |
| 14   | 13  | Bernard Garcia      | Honda       | 27      | +1:22.292       | 20     | 2      |
| 15   | 22  | Kirk McCarthy       | ROC Yamaha  | 26      | +1 Vuelta       | 21     | 1      |
| 16   | 25  | Laurent Naveau      | ROC Yamaha  | 26      | +1 Vuelta       | 22     |        |
| Ret  | 10  | Kenny Roberts Jr    | Modenas KR3 | 25      |                 | 16     |        |
| Ret  | 12  | Jean-Michel Bayle   | Modenas KR3 | 15      |                 | 5      |        |
| Ret  | 5   | Norifumi Abe        | Yamaha      | 12      |                 | 17     |        |
| Ret  | 8   | Carlos Checa        | Honda       | 11      |                 | 2      |        |
| Ret  | 17  | Lucio Pedercini     | ROC Yamaha  | 10      |                 | 19     |        |
| Ret  | 3   | Luca Cadalora       | Yamaha      | 1       |                 | 4      |        |
| Ret  | 15  | Frédéric Protat     | Honda       | 1       |                 | 23     |        |

- Pole Position: Mick Doohan, 1:38.425
- Vuelta Rápida: Mick Doohan, 1:39.051

## Resultados 250cc
| Pos. | N.º | Piloto               | Constructor | Vueltas | Tiempo/Retirado | Grilla | Puntos |
| ---- | --- | -------------------- | ----------- | ------- | --------------- | ------ | ------ |
| 1    | 31  | Tetsuya Harada       | Aprilia     | 25      | 42:36.407       | 5      | 25     |
| 2    | 19  | Olivier Jacque       | Honda       | 25      | +0.093          | 1      | 20     |
| 3    | 2   | Ralf Waldmann        | Honda       | 25      | +0.106          | 2      | 16     |
| 4    | 1   | Max Biaggi           | Honda       | 25      | +0.135          | 4      | 13     |
| 5    | 65  | Loris Capirossi      | Aprilia     | 25      | +28.183         | 3      | 11     |
| 6    | 5   | Tohru Ukawa          | Honda       | 25      | +34.325         | 6      | 10     |
| 7    | 20  | Noriyasu Numata      | Suzuki      | 25      | +41.082         | 8      | 9      |
| 8    | 11  | Jeremy McWilliams    | Honda       | 25      | +41.082         | 9      | 8      |
| 9    | 7   | Haruchika Aoki       | Honda       | 25      | +42.656         | 10     | 7      |
| 10   | 26  | Emilio Alzamora      | Honda       | 25      | +53.170         | 11     | 6      |
| 11   | 21  | Franco Battaini      | Yamaha      | 25      | +59.502         | 15     | 5      |
| 12   | 99  | Giuseppe Fiorillo    | Aprilia     | 25      | +1:12.687       | 13     | 4      |
| 13   | 12  | Takeshi Tsujimura    | TSR-Honda   | 25      | +1:14.481       | 19     | 3      |
| 14   | 10  | Luca Boscoscuro      | Honda       | 25      | +1:17.778       | 24     | 2      |
| 15   | 8   | Cristiano Migliorati | Honda       | 25      | +1:18.013       | 18     | 1      |
| 16   | 27  | Sebastián Porto      | Aprilia     | 25      | +1:18.245       | 17     |        |
| 17   | 6   | Luis d'Antin         | Yamaha      | 25      | +1:18.483       | 23     |        |
| 18   | 18  | Osamu Miyazaki       | Yamaha      | 25      | +1:18.519       | 20     |        |
| 19   | 25  | Oliver Petrucciani   | Aprilia     | 25      | +1:18.883       | 14     |        |
| 20   | 16  | William Costes       | Honda       | 25      | +1:19.530       | 21     |        |
| 21   | 28  | Eustaquio Gavira     | Aprilia     | 25      | +1:32.590       | 25     |        |
| 22   | 22  | Kurtis Roberts       | Honda       | 24      | +1 Vuelta       | 26     |        |
| 23   | 86  | Jürgen Lingg         | Honda       | 24      | +1 Vuelta       | 27     |        |
| 24   | 87  | Matthias Neukirchen  | Yamaha      | 24      | +1 Vuelta       | 28     |        |
| 25   | 85  | Stefan Kruse         | Honda       | 23      | +2 Vueltas      | 29     |        |
| Ret  | 14  | Jamie Robinson       | Suzuki      | 16      |                 | 16     |        |
| Ret  | 17  | José Luis Cardoso    | Yamaha      | 8       |                 | 12     |        |
| Ret  | 29  | Idalio Gavira        | Aprilia     | 3       |                 | 22     |        |
| Ret  | 15  | Stefano Perugini     | Aprilia     | 1       |                 | 7      |        |

- Pole Position: Olivier Jacque, 1:40.361
- Vuelta Rápida: Tetsuya Harada, 1:40.993

## Resultados 125cc
| Pos. | N.º | Piloto             | Constructor | Vueltas | Tiempo/Retirado | Grilla | Puntos |
| ---- | --- | ------------------ | ----------- | ------- | --------------- | ------ | ------ |
| 1    | 46  | Valentino Rossi    | Aprilia     | 23      | 48:05.749       | 1      | 25     |
| 2    | 62  | Yoshiaki Katoh     | Yamaha      | 23      | +0.569          | 16     | 20     |
| 3    | 33  | Manfred Geissler   | Aprilia     | 23      | +13.523         | 3      | 16     |
| 4    | 19  | Frédéric Petit     | Honda       | 23      | +39.485         | 12     | 13     |
| 5    | 10  | Lucio Cecchinello  | Honda       | 23      | +40.020         | 14     | 11     |
| 6    | 5   | Jorge Martinez     | Aprilia     | 23      | +40.040         | 4      | 10     |
| 7    | 32  | Mirko Giansanti    | Honda       | 23      | +59.415         | 2      | 9      |
| 8    | 24  | Gino Borsoi        | Yamaha      | 23      | +1:01.314       | 19     | 8      |
| 9    | 2   | Masaki Tokudome    | Aprilia     | 23      | +1:03.505       | 17     | 7      |
| 10   | 17  | Enrique Maturana   | Yamaha      | 23      | +1:04.228       | 28     | 6      |
| 11   | 29  | Ángel Nieto Jr     | Aprilia     | 23      | +1:07.668       | 11     | 5      |
| 12   | 21  | Gianluigi Scalvini | Honda       | 23      | +1:14.204       | 10     | 4      |
| 13   | 26  | Ivan Goi           | Aprilia     | 23      | +1:15.843       | 18     | 3      |
| 14   | 87  | Alex Hofmann       | Yamaha      | 23      | +2:06.339       | 26     | 2      |
| 15   | 77  | Benny Jerzenbeck   | Honda       | 22      | +1 Vuelta       | 31     | 1      |
| 16   | 89  | Klaus Nöhles       | Honda       | 21      | +2 Vueltas      | 29     |        |
| Ret  | 15  | Roberto Locatelli  | Honda       | 21      |                 | 7      |        |
| Ret  | 12  | Dirk Raudies       | Honda       | 20      |                 | 15     |        |
| Ret  | 86  | Emanuel Buchner    | Aprilia     | 20      |                 | 27     |        |
| Ret  | 91  | Maik Stief         | Honda       | 17      |                 | 21     |        |
| Ret  | 25  | Josep Sardá        | Honda       | 16      |                 | 25     |        |
| Ret  | 8   | Kazuto Sakata      | Aprilia     | 15      |                 | 6      |        |
| Ret  | 39  | Jaroslav Huleš     | Honda       | 13      |                 | 9      |        |
| Ret  | 90  | Oliver Perschke    | Honda       | 11      |                 | 24     |        |
| Ret  | 20  | Masao Azuma        | Honda       | 9       |                 | 22     |        |
| Ret  | 72  | Garry McCoy        | Aprilia     | 8       |                 | 13     |        |
| Ret  | 7   | Noboru Ueda        | Honda       | 4       |                 | 5      |        |
| Ret  | 41  | Youichi Ui         | Yamaha      | 3       |                 | 20     |        |
| Ret  | 85  | Dirk Heidolf       | Honda       | 3       |                 | 30     |        |
| Ret  | 3   | Tomomi Manako      | Honda       | 3       |                 | 8      |        |
| Ret  | 22  | Steve Jenkner      | Aprilia     | 0       |                 | 23     |        |

- Pole Position: Valentino Rossi, 1:47.160
- Vuelta Rápida: Yoshiaki Katoh, 2:01.546